# 용산동 롯데캐슬 그랜드
용산동 롯데캐슬 그랜드(영어: Yongsan-dong Lotte Castle Grand)는 대한민국 대구광역시 달서구 용산동에 위치한 아파트 단지다.